# Céline Devaux
Céline Devaux est une réalisatrice et illustratrice française, née en 1987.

## Biographie

### Carrière
Elle étudie à l’École nationale supérieure des arts décoratifs de Paris (ENSAD) et obtient son diplôme en cinéma d'animation.
En 2013, elle réalise pour son projet de fin d'étude le court métrage Vie et Mort de l’Illustre Grigori Efimovitch Raspoutine qui est récompensé dans plusieurs festivals dont le Festival international du court métrage de Clermont-Ferrand (Prix du Meilleur Film d’Animation francophone) et le Festival Premiers Plans à Angers. Le Repas Dominical, son deuxième court métrage avec la voix de Vincent Macaigne et la musique de Flavien Berger , est sélectionné en compétition officielle à Cannes en 2015, et reçoit le César du meilleur court métrage d'animation en 2016. En septembre 2017, son film Gros Chagrin est récompensé par le prix du meilleur court-métrage à la Mostra de Venise,. Son travail a été présenté en 2018 lors d'une exposition appelée "Repas Chagrin" à la Maison Fumetti, lieu culturel nantais consacré à la bande dessinée et aux arts graphiques. Elle fait partie en 2018 du jury du Festival Premiers Plans d'Angers dans la catégorie des courts-métrages.
En septembre 2017, son film Gros Chagrin est récompensé par le prix du meilleur court métrage à la Mostra de Venise.
Son premier long métrage, Tout le monde aime Jeanne, est sélectionné à la Semaine de la critique du festival de Cannes 2022, en séance spéciale.

### Engagement
Elle est membre du collectif 50/50 qui a pour but de promouvoir l’égalité des femmes et des hommes et la diversité dans le cinéma et l’audiovisuel,.

## Filmographie
- 2012 : Vie et Mort de l'illustre Grigori Efimovitch Raspoutine (court métrage d'animation)
- 2013 : L'Onde nue[Quoi ?][réf. nécessaire]
- 2015 : Gravité de Flavien Berger (clip)
- 2015 : Le Repas dominical (court métrage d'animation)
- 2017 : Gros Chagrin (court métrage d'animation)
- 2022 : Tout le monde aime Jeanne (long métrage)

## Distinctions
- Festival international du court métrage de Clermont-Ferrand 2013 : Prix SACD du meilleur film d'animation francophone pour Vie et Mort de l'illustre Grigori Efimovitch Raspoutine
- Festival international du court métrage de Clermont-Ferrand 2016 : Prix spécial du jury et Prix SACD du meilleur film d'animation francophone pour Le Repas dominical
- César 2016 : César du meilleur court métrage d'animation pour Le Repas dominical
- Festival international du court métrage de Clermont-Ferrand 2018 : Prix étudiant pour Gros Chagrin
- Mostra de Venise 2017 : Prix du meilleur court métrage pour Gros Chagrin